# Каменское (станция)
Каменское (укр. Кам'янське) — железнодорожная грузо-пассажирская узловая станция в Днепровском районе города Каменское Днепропетровской области, расположенная на улице Тритузная, 102 (бывшая ул. Петровского, 102). Одна из составляющих т. н. «Каменской ветки», которая проходит через Заводской и Днепровский районы города (пл. 4 км, пл. 7 км, Каменское, Каменское-Левобережное, пл. 40 км), все проходящие как пассажирские, так и грузовые составы делают остановку 20 мин, Основная часть составов, проходящие через ст. Каменское — грузовые(товарные), которые перевозят свои грузы по линии Воскобойня — Новомосковск-Днепровский. Два раза в неделю через станцию курсирует электропоезд 6255/6256 Днепр-Главный-Баловка/Баловка-Днепр-Главный, а также в связи с изменениями в расписании курсируют поезда с Пятихаток-Пассажирских и Кривого Рога Главного. До 23 марта 2017 года носила название Днепродзержинск. Переименованная в соответствии с Законом про декоммунизацию.